# Arlena di Castro
Arlena di Castro è un comune italiano di 796 abitanti della provincia di Viterbo nel Lazio.

## Geografia fisica

### Territorio
Centro agricolo dei monti Volsini, dal territorio prevalentemente collinare sul versante sudoccidentale dell'apparato vulcanico, con una altimetria compresa tra i 145 e 380 m.sl.m., solcato da un alcuni corsi d'acqua a carattere torrenziale, come il Fosso Infernetto, che confluiscono nel torrente Arrone.

### Clima
Classificazione climatica: zona D, 1883 GR/G

## Storia
Arlena di Castro, quasi completamente disabitata, e ridotta ad una Roccaccia, fu praticamente rifondata nella seconda metà del secolo XVI, per volontà del cardinale Alessandro Farnese Juniore (nipote di papa Paolo III) che nel 1573 vi insediò alcune famiglie provenienti da Allerona, nei pressi di Orvieto, concedendo loro terreni ed esenzioni fiscali. Fino al 1649 seguì le sorti del Ducato di Castro, nel cui dominio ricadeva, per rientrare quindi nella provincia pontificia.
Il terremoto del 6 febbraio 1971, passato alla storia come il terremoto di Tuscania, ebbe il suo epicentro a metà strada tra Tuscania e Arlena di Castro, colpita da scosse dell'VIII grado della scala mercalli. A seguito di quell'evento, il Parlamento italiano emanò la legge n. 1155 del 1971, che dispensava dal servizio di leva i giovani dei comuni di Tuscania e di Arlena di Castro che avessero scelto di partecipare come volontari alla ricostruzione dei due paesi.

### Simboli
Il gonfalone è un drappo partito di giallo e di rosso.

## Monumenti e luoghi d'interesse

### Architetture religiose
- Chiesa di San Rocco, costruita in tufo, affrescata, restaurata a seguito al terremoto del 1971
- Chiesa di San Giovanni, affrescata, presenta cinque altari.  Annesso vi è l'oratorio del Santo Sepolcro

### Architetture civili
- Palazzo Guidolotti

### Architetture militari
- Ruderi della Rocca di Castelvecchio, antica fortezza militare
- Castello medievale, sul colle Civitella, con resti di tombe etrusche , frammenti fittili

### Siti Archeologici
- Necropoli di Ararella, un tempo utilizzata come discarica comunale, dove sono presenti diverse tombe a fossa, in origine comperte da tegole.[8]
- Tomba etrusca dipinta, scoperta nel 1982 in località La Piantata, particolare perché conserva ancora le pitture decorative in rosso e nero del soffitto;[9]
- Castello medievale; resti di un castello medievale sul colle Civitella.[10]

## Società

### Evoluzione demografica
Abitanti censiti

## Economia
L'agricoltura produce soprattutto frumento ed olive; diffuso è l'allevamento di ovini anche se in diminuzione, dovuta soprattutto alla crisi del settore. Da registrare inoltre da un ventennio circa la diffusione sempre maggiore delle coltivazioni orticole in serra e campo aperto quali pomodoro, asparago, melone, cocomero e peperone. Dopo una veloce ascesa negli anni settanta/novanta delle coltivazioni di tabacco, attualmente viene registrato un significativo calo dovuto soprattutto alle richieste di mercato. Nel territorio vi sono inoltre attive alcune cave di pietra pomice.
Di seguito la tabella storica elaborata dall'Istat a tema Unità locali, intesa come numero di imprese attive, ed addetti, intesi come numero addetti delle unità locali delle imprese attive (valori medi annui).
|                  | 2015                  |                              |                            |                |                       |                     | 2014                  |                | 2013                  |                |
| ---------------- | --------------------- | ---------------------------- | -------------------------- | -------------- | --------------------- | ------------------- | --------------------- | -------------- | --------------------- | -------------- |
|                  | Numero imprese attive | % Provinciale Imprese attive | % Regionale Imprese attive | Numero addetti | % Provinciale Addetti | % Regionale Addetti | Numero imprese attive | Numero addetti | Numero imprese attive | Numero addetti |
| Arlena di Castro | 39                    | 0,17%                        | 0,01%                      | 66             | 0,11%                 | 0,004%              | 43                    | 66             | 50                    | 75             |
| Viterbo          | 23.371                |                              | 5,13%                      | 59.399         |                       | 3,86%               | 23.658                | 59.741         | 24.131                | 61.493         |
| Lazio            | 455.591               |                              |                            | 1.539.359      |                       |                     | 457.686               | 1.510.459      | 464.094               | 1.525.471      |

Nel 2015 le 39 imprese operanti nel territorio comunale, che rappresentavano lo 0,17% del totale provinciale (23.371 imprese attive), hanno occupato 66 addetti, lo 0,11% del dato provinciale (59.399 addetti); in media, ogni impresa nel 2015 ha occupato una persona (1,69).

### Agricoltura
Nelle campagne del territorio comunale si coltiva, tra l'altro, la varietà di olivo da cui si ricava l'olio extra vergine di oliva Canino, che nel 1996 ha ricevuto la DOP.

## Infrastrutture e trasporti

### Strade
Il territorio di Arlena di Castro è collegato tramite le strade provinciali SP 14 Caninese  a Tessennano, e la SP 113 Arlenese a Piansano.

## Amministrazione
Nel 1927, a seguito del riordino delle circoscrizioni provinciali stabilito dal regio decreto n. 1 del 2 gennaio 1927, per volontà del governo fascista, quando venne istituita la provincia di Viterbo, Arlena di Castro passò dalla provincia di Roma a quella di Viterbo.
| Periodo | Periodo   | Primo cittadino    | Partito      | Carica  | Note |
| ------- | --------- | ------------------ | ------------ | ------- | ---- |
| 2011    | in carica | Publio Cascianelli | Lista Civica | Sindaco |      |